# 刺客樂團
刺客樂團，成立於1985年8月，為台灣早期的重金屬搖滾創作樂團，最有名的歌曲是1994年以重金屬搖滾重新編曲演唱〈無敵鐵金剛〉。1997年有更換第二代成員，在2000年代後發片及公開演唱活動減少，但並未宣佈解散，部份團員仍從事職業音樂或轉演藝幕後工作。2006年7月22日於第七屆貢寮國際海洋音樂祭黃沙舞台登台演出。

## 現團員
- 主唱

姓名：袁興國 Tommy (創團元老)
- 團長、鍵盤手、貝斯手

姓名：袁興緯 Boogie w (創團元老)
別名：緯緯
- 吉他手

姓名：楊聲錚 Zane
- 鼓手

姓名：陳柏州 Mr.Q

## 歷任團員
(無演出者不列入名單)
主唱：姚國強 ( 創團元老 )
吉他手：許世晃 ( 創團元老 )、楊聲錚、楊周瀛、阿雄、阿男
鼓手：蔡明宏、捲毛
小提琴：張家卿、毛毛

## 歷年專輯
| 專輯名稱       | 製作發行                       |
| 你家是個動物園 | 1993年友善的狗製作，博德曼發行 |
| I don't care   | 1994年友善的狗製作發行         |
| 惡之華         | 2001年馬雅唱片發行             |
| 刺客典藏精裝版 | 2007年金革唱片發行             |

## 得獎
- 全國大專熱門音樂大賽亞軍
- 台北市中正區基層藝文活動熱門音樂賽冠軍
- YAMAHA熱門音樂大賽最佳台風獎
- 全國國力渦輪熱門音樂大賽亞軍
- Bon Jovi盃熱門音樂大賽冠軍
- (2002年)入圍第十三屆金曲獎最佳樂團

## 外部連結
- 刺客樂團官方網站